# 셀주크 여단
셀주크 여단(튀르키예어: Selçuklular Tugayı, 아랍어: لواء السلاجقة)은 시리아 튀르크멘의 반군집단으로, 시리아 내전에 참전하고 있다. 여단의 이름은 셀주크 튀르크에서 유래했다.

## 역사
셀주크 여단은 2013년 초 탈랄 실로가 알레포 주에서 창립했다. 이들은 일시적으로 쉴레이만 샤 여단의 일부로 활동했다.
초기에 이들은 튀르크멘족이 다수를 차지하는 알라즈에 거점을 두고 있었지만, 이라크 레반트 이슬람 국가가 이곳을 2014년 1월 점령해버렸다. 다른 시리아 튀르크멘 여단들처럼 이 단체도 터키의 지원을 받으며 훈련 중이었다. 그러나 카라블루스의 파티 술탄 메흐메드에 우호적인 터키가 셀주크 여단에 제한된 무기를 제공하면서 긴장감이 높아졌다.
결국 셀주크 여단은 시리아 튀르크멘 여단을 떠나 혁명주의자군에 2015년 8월 참여했고, 2015년 10월 시리아 민주군의 일부가 되었다. 셀주크 여단의 지도자인 탈랄 실로는 2017년 터키에 항복할 때까지 시리아 민주군의 대변인이었고, 2015년 알하울 공세를 선언하기도 했다. 다른 튀르크멘 반군 집단과는 달리, 셀주크 여단은 쿠르드계 인민수호부대와 협력 중이다. 만비지의 셀주크 여단은 터키군의 올리브 가지 작전을 비난하기도 했다. 2016년 9월 10일, 여단장 중 한 명인 하니 알물라가 텔아브야드 전투에서 헤드샷으로 사망했다. 락까의 한 언론은 자살로 추정했지만, 다른 지도자들은 터키 또는 ISIL에 의한 살해라고 보았다.